# Martin Buber
Pour les articles homonymes, voir Buber.
Martin Buber (en allemand: /ˈmaʁtiːn̩ ˈbuːbɐ/, ? Écouter [Fiche]; yiddish: מארטין בובער ; hébreu : מרטין בובר), né le 8 février 1878 à Vienne et mort le 13 juin 1965 à Jérusalem, est un philosophe, conteur et pédagogue israélien et autrichien.

## Biographie
Martin Mordekhaï Buber naît dans une famille juive viennoise orthodoxe. Son grand-père paternel, Salomon Buber, chez qui il logea souvent après la séparation de ses parents, dans sa maison de Lemberg, en Galicie, (à l'époque province de l'Autriche-Hongrie, aujourd'hui Lviv en Ukraine), était un érudit de grande renommée en matière de tradition et de littérature juives.
Il reçut une éducation complète, et pour le moins polyglotte : on parlait à la maison yiddish et allemand, il apprit l'hébreu et le français dans son enfance, ainsi que le polonais au cours de ses études secondaires.
En 1892, il retourna dans la maison paternelle, en proie à une crise religieuse qui l'amena temporairement à se détacher du judaïsme. Au cours de cette période, il s'initia à Kant et à Nietzsche.
En 1896, il part étudier la philosophie, la philologie germanique et l'histoire de l'art à Vienne. En 1898, il adhère au mouvement sioniste moins pour des raisons politiques ou religieuses que culturelles, et en sera un membre actif et engagé.
Un différend l'oppose à Theodor Herzl quant à la voie, tant politique que culturelle, que devrait prendre le sionisme.
En 1899, étudiant à Zurich, il rencontre Paula Winkler, sa future épouse.
En 1902, Martin Buber édite le magazine Der Jude qui devient le plus renommé du mouvement.

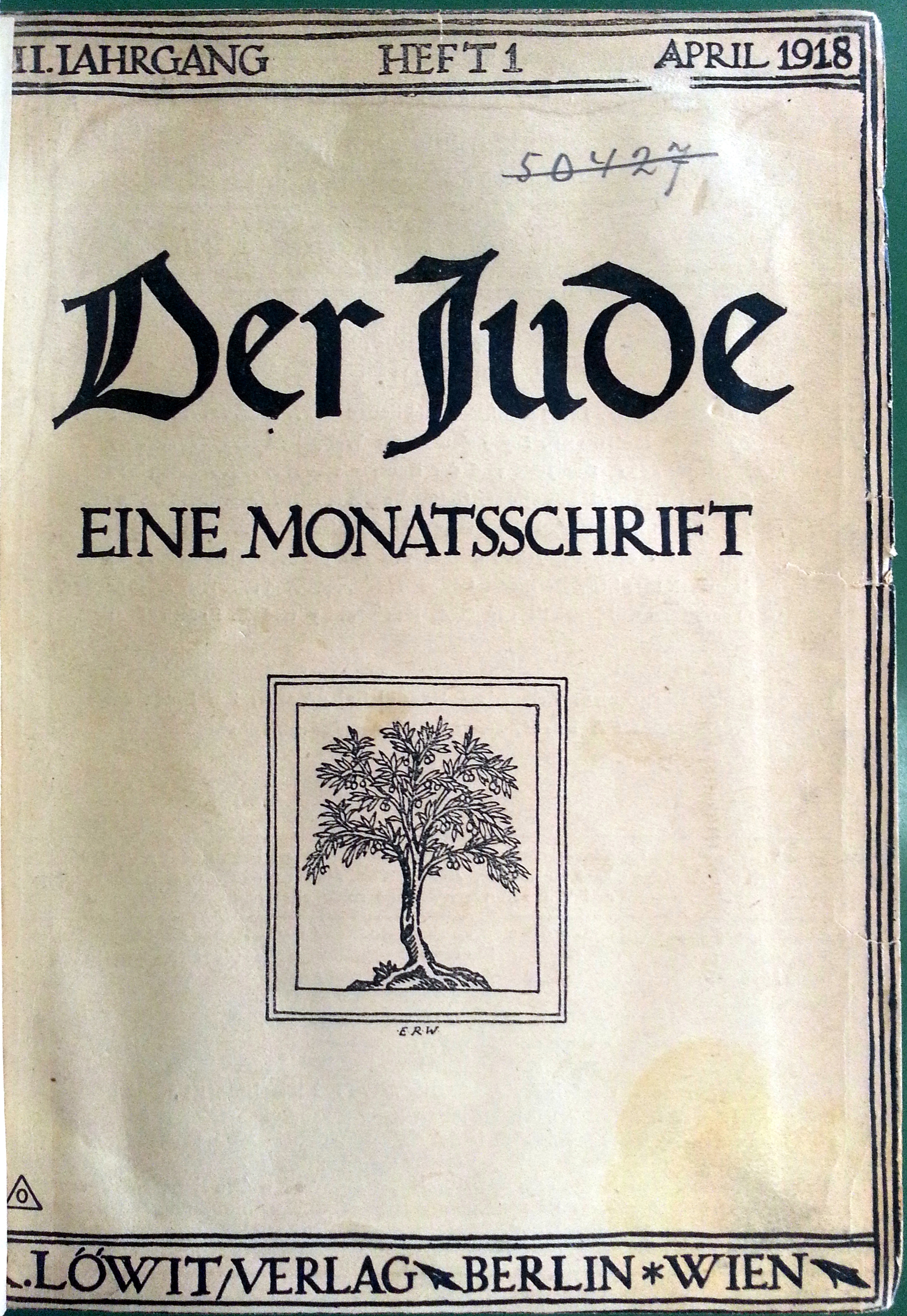
Le magazine Der Jude.

En 1903, il (re)découvre le judaïsme hassidique, et se retire quelque peu de l'organisation du mouvement sioniste, pour se consacrer à l'écriture en 1904. Cette année-là, il publie sa thèse, Beiträge zur Geschichte des Individuationsproblems (« Contributions à l'histoire du problème de l'individuation »).
En 1906, il publie Die Geschichten des Rabbi Nachman, recueil sur rabbi Nahman de Bratslav, figure du mouvement hassidique, dont Martin Buber tente de renouveler le message et la portée.
En 1908, avec les anarchistes Gustav Landauer, Erich Mühsam et Margarethe Faas-Hardegger, il est parmi les fondateurs du Sozialistischer Bund (de).
En 1908, il publie Die Legende des Baalschem (La Légende du Baal Shem Tov), fondateur du hassidisme.
De 1910 à 1914, il étudie les mythes et réédite des textes mythiques. En 1916, il quitte Berlin pour Heppenheim. 
Au cours de la Première Guerre mondiale, il participe à la création de la Commission nationale juive afin d'améliorer les conditions d'existence des Juifs d'Europe de l'Est. Il est également rédacteur de Der Jude. En 1921, il fait la connaissance de Franz Rosenzweig. Ils entament bientôt leur première collaboration pour le Freies Jüdisches Lehrhaus.
En 1923, il rédige son chef-d'œuvre, Je et Tu (Ich Und Du). En 1924, il cesse l'édition du Der Jude. En 1925, il entame, avec Rosenzweig, la traduction de la Bible en allemand. Il s'agit moins d'une traduction que d'une transposition de l'hébreu à l'allemand, un procédé qu'ils nomment Verdeutschung (« germanification »), où ils n'hésitent pas à réinventer les règles de grammaire et de linguistique allemandes pour mieux coller à l'esprit du texte original.
Il est « l'un des porte-parole les plus éminents de Brit Shalom », association politique juive pacifiste en Palestine mandataire (1925-1933) appelant à la création d'un État binational judéo-arabe. « Martin Buber ne cessait de proclamer que le Juif, resté un oriental, avait pour mission universelle de relier l'Orient et l'Occident « dans une réciprocité féconde » ».
De 1924 à 1933, il enseigne la philosophie religieuse juive en Allemagne, à l'université Johann Wolfgang Goethe de Francfort-sur-le-Main.
La raison de sa démission est évidemment l'accession de Hitler au pouvoir. En effet, les autorités nazies lui interdisent toute conférence dès le 4 octobre 1933.
Il fonde alors l'organisme central d'éducation adulte juive, qui gagne en importance à mesure que les nazis interdisent aux Juifs d'assister à toute institution publique. Bien sûr, l'administration nazie ne tarde pas à empiéter sur le fonctionnement de cet organisme.
Finalement, il quitte l'Allemagne en 1938, pour s'installer à Jérusalem. On lui offre une chaire à l'université hébraïque de Jérusalem, où il donne des cours d'anthropologie et de sociologie.
Il prend rapidement une part active aux problèmes rencontrés par les Juifs en Palestine ainsi qu'avec leurs voisins arabes, tout en œuvrant sur ses écrits et traductions de la Bible, et ses contes hassidiques.
Il devient membre du parti Yi'houd, travaillant à une meilleure entente entre Juifs et Arabes, se faisant l'apôtre d'un État bi-national et démocratique en Palestine. En 1946, il publie les Voies de l'Utopie.
Il dirige la thèse de Shmuel Eisenstadt, soutenue en 1947 à l'université de Jérusalem.
Après la Seconde Guerre mondiale, Martin Buber entame une tournée de conférences en Europe et aux États-Unis et esquisse un rapprochement avec les intellectuels allemands. Il reçoit le prix Goethe à l'université de Hambourg en 1951.
En 1958, son épouse Paula meurt, peu avant qu'il ne reçoive le prix Israël. En 1963, il reçoit le prix Érasme à Amsterdam.
Le 13 juin 1965, Martin Buber décède dans sa maison dans le quartier de Talbiyeh (en), à Jérusalem.

## Pensée

### «Toute vie réelle est rencontre»
L'être humain « bubérien » est par essence homo dialogus, et ne peut s'accomplir sans communier avec l'humanité, la création et le Créateur. Il est aussi homo religiosus, car l'amour de l'humanité conduit à l'amour de Dieu et réciproquement. Il est donc impensable de parler aux hommes sans parler à Dieu, et réciproquement. La divine Présence participe donc à toute rencontre authentique entre les êtres humains et habite ceux qui instaurent le véritable dialogue.
Le dialogue repose sur la réciprocité et la responsabilité, laquelle existe uniquement là où il y a réponse réelle à la voix humaine. Dialoguer avec l'autre, c'est affronter sa réalité et l'assumer dans la vie vécue. Le dialogue avec Dieu n'est pas différent : Sa « parole » est une présence réelle, à laquelle il faut répondre. Pour Buber, la Bible témoigne de ce dialogue entre le Créateur et ses créatures, et Dieu écoute l'homme, qu'il intercède en faveur de ceux sur lesquels la colère divine doit s'abattre ou supplie son Créateur de manifester Sa providence.

### Moi (Je) et Toi (Tu) (Ich und Du)
Dans son ouvrage le plus célèbre, Je et Tu (1923), Martin Buber souligne l'attitude duelle à l'égard du monde : la relation Je-Tu et la relation Je-cela.
- Ni le Je ni le Tu ne vivent séparément, ils n'existent que dans le contexte Je-Tu, qui précède la sphère du Je et la sphère du Tu.
- De même, ni le Je ni le cela n'existent séparément, ils existent uniquement dans la sphère du Je-cela.
- La relation Je-Tu n'est absolue qu'à l'égard de Dieu — le Tu éternel — et ne peut être pleinement réalisée dans les autres domaines de l'existence, y compris dans les relations humaines, ou Je-Tu fait souvent place à Je-cela (Je-Tu ou Je-cela dépend non pas de la nature de l'objet, mais du rapport que le sujet établit avec cet objet). L'être humain ne peut être transfiguré et accéder à la vie authentique que s'il entre dans la relation Je-Tu, confirmant ainsi « l'altérité de l'autre », ce qui suppose un engagement total : « La parole première Je-Tu ne peut être dite qu'avec l'être tout entier, alors que la parole première Je-cela ne peut jamais être dite avec l'être tout entier ». Je et Tu sont deux êtres souverains dont aucun ne cherche à impressionner l'autre ni à l'utiliser.
- Selon Buber, l'homme peut vivre sans dialogue mais qui n'a jamais rencontré un Tu n'est pas véritablement un être humain. Cependant, celui qui pénètre dans l'univers du dialogue prend un risque considérable puisque la relation Je-Tu exige une ouverture totale du Je, qui s'expose ainsi à un refus et à un rejet total.
- La réalité subjective Je-Tu s'enracine dans le dialogue, tandis que le rapport instrumental Je-cela s'ancre dans le monologue, qui transforme le monde et l'être humain en objet. Dans l'ordre du monologue, l'autre est réifié — il est perçu et utilisé — alors que dans l'ordre du dialogue, il est rencontré, reconnu et nommé comme être singulier. Pour qualifier le monologue, Buber parle d'Erfahrung (une expérience « superficielle » des attributs extérieurs de l'autre) ou d'Erlebnis (une expérience intérieure insignifiante), qu'il oppose à Beziehung – la relation authentique qui intervient entre deux êtres humains.

Ces conceptions s'opposent tant à l'individualisme, où l'autre n'est perçu que par rapport à soi-même, qu'à la perspective collective, où l'individu est occulté au profit de la société (certains ont utilisé cette idée pour expliquer le passage biblique de « la dispersion des langues » : aucun individu n'y est mentionné, la langue unique est celle d'une voix unique. Babel vit tout entière sous la botte d'un dirigeant qui n'a qu'une idée : égaler Dieu. Celui-ci intervient donc en faisant naître le sentiment d'être entier, et non réifié).
Pour Buber, une personne ne peut vivre au sens plein du terme que dans la sphère interhumaine : « Sur la crête étroite où le Je et le Tu se rencontrent, dans la zone intermédiaire », laquelle est une réalité existentielle — un événement ontique qui se produit réellement entre deux êtres humains.

## Œuvres
Œuvres traduites en français
- Moïse (1945), trad. Albert Kohn, Presses universitaires de France, 1957, coll. « Sources d'Israël » ; rééd., Paris, Les Belles Lettres, 2015, coll. « Le Goût des idées », 266 p.  (ISBN 978-2-251-20054-5)
- Gog et Magog : chronique de l'époque napoléonienne (1943), trad. Jean Loewenson-Lavi, Gallimard, 1959
- Les Contes de Rabbi Nachman (1906), Stock, 1981
- Les Récits hassidiques (Die Erzählungen der Chassidim, 1949), trad., Éditions du Rocher, 1985, coll. « Gnose »,  (ISBN 2-268-00018-4), 744 p[5].
- Judaïsme, trad. Marie-José Jolivet, Gallimard, coll. « Tel », 1986, XV-186 p. (Douze conférences, 1909-1951); rééd. Paris, Verdier, coll. « Les Dix Paroles », 2004, 256 p.  (ISBN 978-2-864-32017-3)
- Deux types de foi (1950), trad., Cerf, 1991, coll. « Patrimoines »  (ISBN 978-2-204-04081-5)
- Je et Tu (1923), trad. Geneviève Bianquis, préfaces Gabriel Marcel, Gaston Bachelard, Aubier-Montaigne, 1996, 172 p.  (ISBN 2-7007-3088-7). Nouvelle édition avec une Presentation Inédite de Robert Misrahi, 2012,  (ISBN 978-2-700-70429-7).
- La Légende du Baal-Shem (Die Legende des Baalschem, 1908), trad., Éditions du Rocher, 1993, coll. « Les grands textes spirituels », 191 p.  (ISBN 2268016218)
- Une terre et deux peuples: La question judéo-arabe, textes réunis et présentés par Paul Mendes-Flohr, trad. Dominique Miermont et Brigitte Vergne, Paris, Le Lieu Commun, 412 p., (ISBN 978-2-867-05050-3)
- Lettres choisies de Martin Buber : 1899-1965 (introduction, traduction et notes, Dominique Bourel et Florence Heymann),  éd. du CNRS, coll. « Les cahiers du CRFJ. Hommes et sociétés », 2004, 317 p.  (ISBN 2-271-06258-6)
- Le Chemin de l'homme d'après la doctrine hassidique (1948), Éditions du Rocher, coll. « Les grands textes spirituels », 55 p.
- Utopie et socialisme (1952), L'échappée, coll. « Versus », 2016  (ISBN 978-2-37309-167-0); réédition poche, L'échappée, 2025, 248 p.  (ISBN 978-2-37309-167-0)
- Une nouvelle traduction de la Bible (Zu einer neuen Verdeutschung der Schrift), trad., Bayard, 2004, 125 p.
- Écrits sur la Bible (Schriften zur Bibel), trad., Bayard, 2003, 199 p.
- Le Problème de l'homme, trad., Montaigne, 1962, 125 p.
- La Foi des prophètes (Der Glaube der Propheten, 1950), trad. Marie-Béatrice Jehl, Albin Michel, 2002, 379 p.
- Communauté,  tr. Gaël Cheptou, Préface de Dominique Bourel, Editions de l'Eclat, 2018, 160 pages
- La souveraineté invisible. Perspectives sur une humanité qui vient, choix et trad. Gaël Cheptou, préface de Dominique Bourel, Éditions de l’éclat, 2021
- Le Chemin de l'homme, suivi de Le problème de l'homme et Fragments autobiographiques, préface de Dominique Bourel, Trad. Robert Dumont; Wolfgang Heumann; Jean Loewenson-Lavi, Paris, Les Belles Lettres, 2022 [2015], coll. « Le Goût des idées », 304 p.  (ISBN 978-2-251-20053-8)

### Études
- Walter Laqueur : Le sionisme, t. I, éd. Gallimard, Tel, 1994,  (ISBN 2070732525)
- Amedeo Bertolo, Juifs et Anarchistes : Histoire d'une rencontre, Éditions de l'Éclat, coll. « Bibliothèque des Fondations », 2008  (ISBN 2-84162-161-8)
- Robert Misrahi, Martin Buber : philosophe de la relation, Éditions Seghers, coll. « philosophes de tous les temps », 1968
- Léon Chestov, Martin Buber. Un mystique de langue allemand, in Spéculation et révélation (Oumozrenie i Otkrovenie),  éd. L'Âge d'Homme, 1990  (ISBN 2-8251-2233-5)
- Théodore Dreyfus Martin Buber : synthèse sur M. Buber lui-même, son message, sa philosophie, Éditions du Cerf, coll. « témoins spirituels d'aujourd'hui », 1981
- Ouriel Zohar, « Le Modèle ‘Je-Tu’ et ‘Je-Vous’ dans une société utopiste selon Martin Buber, comme principe de théâtre collectif » in « Utopies – Mémoire et Imaginaire », éditeurs Pr Zinguer et Dr Amar (université de Haïfa), in Die Blaue Eule, Essen p. 99-107, 2008
- (en) Shmuel Eisenstadt, Martin Buber on Intersubjectivity and Cultural Creativity, Chicago, University of Chicago Press, coll. « The Heritage of Sociology », 1992
- (en) Martin Buber : Paths in Utopia (1949), in Robert Graham, Anarchism : A Documentary History of Libertarian Ideas, The Emergence of the New Anarchism (1939 to 1977), volume II, Black Rose Books, 2009, pp. 82-89
- Maurice-Ruben Hayoun, Martin Buber. Une introduction, Paris, Pocket, 2002.
- Dominique Bourel, Martin Buber, sentinelle de l'Humanité, Albin Michel, 2015, 832 p.
- Jean-Luc Pouliquen, Les 3 B (Gaston Bachelard, Nicolas Berdiaev & Martin Buber) à Pontigny, IP, 2022, (ISBN 979-8415050024).
- Alain de Benoist (préf. Guillaume de Tanoüarn), Martin Buber, théoricien de la réciprocité, Versailles, Via Romana, 2023, 128 p.  (ISBN 978-2-37271-242-2).